# Радзаново (гмина, Бялобжегский повет)
Радзаново (пол. Radzanowo) — сельская гмина (уезд) в Польше, входит как административная единица в Плоцкий повет, Мазовецкое воеводство. Население — 7168 человек (на 2004 год).

## Демография
| Перепись                       | Всего   | Всего | Женщины | Женщины | Мужчины | Мужчины |
| ------------------------------ | ------- | ----- | ------- | ------- | ------- | ------- |
| Единицы                        | человек | %     | человек | %       | человек | %       |
| Население                      | 7168    | 100   | 3683    | 51,4    | 3485    | 48,6    |
| Плотность населения (чел./км²) | 68,7    | 68,7  | 35,3    | 35,3    | 33,4    | 33,4    |

## Соседние гмины
1. Гмина Бельск
2. Гмина Бодзанув
3. Гмина Бульково
4. Плоцк
5. Гмина Слупно
6. Гмина Стара-Бяла
7. Гмина Старозьребы